# King Cobra (Achterbahn)
King Cobra in Kings Island (Mason, Ohio, USA) war eine Stand-Up-Stahlachterbahn vom Modell Standing Coaster des Herstellers Togo, die am 22. April 1984 eröffnet wurde. Sie war die erste Achterbahn, die speziell für den Stand-Up-Betrieb konstruiert wurde und die erste Stand-Up-Achterbahn mit einem Looping. Am 5. November 2001 wurde die Bahn geschlossen, befand sich aber noch bis Dezember 2006 eingelagert im Park. Ursprünglich sollte die Bahn verkauft werden, bis sie Ende 2006 verschrottet wurde. Gegen Ende 2008 wurden die übrigen Teile nach Kings Dominion geschickt und dienen dort als Ersatzteile für deren Stand-Up-Coaster Shockwave.

## Züge
King Cobra besaß zwei Züge mit jeweils sechs Wagen. In jedem Wagen konnten vier Personen (zwei Reihen à zwei Personen) Platz nehmen. Als Rückhaltesystem kamen Schulterbügel zum Einsatz.